# Hurikán Dorian
Hurikán Dorian byla silná tropická cyklóna, která na přelomu srpna a září 2019 prošla západním Atlantským oceánem. Šlo o čtvrtou pojmenovanou tropickou bouři a druhý hurikán atlantické hurikánové sezóny 2019. Dorian způsobil katastrofické škody na severních Bahamách, kde za sebou zanechal přes 50 mrtvých, dalších 1300 osob je zde stále vedeno jako nezvěstných.
Dorian se zformoval 24. srpna z tropické vlny ve středním Atlantiku. Od 26. do 28. srpna bouře míjela Malé Antily, přičemž se pohybovala v blízkosti karibských území těžce poničených hurikány Irma a Maria v roce 2017. Zde byla přijata rozsáhlá preventivní opatření ke zmírnění škod, zejména v Portoriku, kde i přesto zemřela jedna osoba. Ničivé větry zasáhly především Panenské ostrovy, kde vítr v nárazech dosahoval rychlosti až 179 km/h. Jinde na Malých Antilách byly dopady bouře relativně malé.
Při přechodu přes Malé Antily systém zesiloval, 28. srpna byl klasifikován jako hurikán. V příznivých podmínkách následovala rychlá intenzifikace: 31. srpna dosáhl Dorian kategorie 4 na Saffirově–Simpsonově stupnici intenzity hurikánů. Následujícího dne Dorian ještě zesílil na hurikán nejvyšší kategorie 5. Při vrcholné intenzitě byla naměřena 1minutová průměrná rychlost větrů 298 km/h a minimální centrální tlak 910 milibarů. Krátce poté vstoupil Dorian nad pevninu ostrova Elbow Cay v Bahamách. O několik hodin později, téměř se stejnou intenzitou, přímo zasáhl ostrov Grand Bahama.
Během přechodu přes severní Bahamy Dorian výrazně zpomalil svůj dopředný pohyb a od 1. do 3. září zůstával téměř nehybný nad ostrovy Abaco a později nad ostrovem Grand Bahama. Dlouhotrvající hurikánové podmínky zahrnující intenzivní srážky, silné větry a bouřlivý příliv zde způsobily rozsáhlé škody, byly zničeny tisíce domů a zemřelo nejméně 53 lidí. Systém začal pomalu postupovat směrem k severoseverozápadu ráno 3. září. Odpoledne 3. září Dorian zeslabil na hurikán kategorie 2. Po dokončení cyklu obměny stěny oka a v teplejších vodách však znovu zesílil, kolem půlnoci ze 4. na 5. září opět dosáhl kategorie 3.
V rámci příprav na přicházející hurikán vyhlásily americké státy Florida, Georgie, Jižní Karolína, Severní Karolína a Virginie výjimečný stav a v mnoha pobřežních okresech od Floridy po Severní Karolínu byla nařízena povinná evakuace. Dorian se vydal nejprve na severozápad podél pobřeží Floridy, následně na severovýchod a jako hurikán stupně 1 krátce vstoupil nad pevninu nad mysem Hatteras v Severní Karolíně. Poté se přeměnil na mimotropickou cyklónu. Stále ještě s větry o síle hurikánu zasáhl 8. září Nové Skotsko a Newfoundland v Kanadě. K definitivnímu rozptýlení bouře došlo 10. září v blízkosti Grónska.
Dorian se s 1minutovou průměrnou rychlostí přetrvávajících větrů 295 km/h v době vstupu nad Elbow Cay dělí spolu s hurikánem "Labor Day" z roku 1935 o primát nejsilnějšího atlantického hurikánu (co se týče rychlosti větrů), který kdy zasáhl pevninu.

## Meteorologická historie
19. srpna 2019 začalo americké Národní hurikánové centrum (NHC) sledovat tropickou vlnu - protáhlou brázdu nízkého tlaku vzduchu - uvnitř monzunového koridoru nad Guineji a Senegalem v západní Africe. Konvektivní aktivita spojená s vlnou byla limitována vysokým množstvím saharského prachu v oblasti. Systém se pohyboval na západ přes tropické oblasti Atlantského oceánu a zůstával několik dní dezorganizovaný. 23. srpna se ohraničená oblast nízkého tlaku zkonsolidovala na povrchu a bouřková aktivita vzrostla. Systém získal dostatečnou organizovanou konvekci, aby byl 24. srpna v 15:00 UTC klasifikován jako Tropická deprese 5. V této době se systém nacházel 805 mil (1300 km) východojihovýchodně od Barbadosu. Mohutný výběžek vysokého tlaku vzduchu ovlivňoval pohyb deprese směrem na západ a směroval ji k Malým Antilám. V malé cyklóně se brzy zformovalo jasně definované vnitřní jádro s 18 km širokým okem, což zvěstovalo zesílení systému v tropickou bouři, které bylo v NHC přiděleno jméno Dorian. Slabý střih větru a suchý vzduch však následně narušovaly další organizaci.. Mezi 25. a 26. srpnem se dešťové pásy kolem systému postupně stahovaly, konvekce však zůstávala nekonzistentní.
Dorian pokračoval v pohybu na západ. Velmi těsně se přiblížil k Barbadosu, kam přinesl větry o síle tropické bouře a silný déšť. Poté se začal pohybovat směrem na severozápad ke Svaté Lucii a vstoupil do Karibského moře. Střed bouře se přesunul více na sever, v době, kdy se nacházela západně od Martiniku, což způsobilo, že i tento ostrov zakusil větry o síle tropické bouře. Předpokládalo se, že Dorian nyní zamíří na severozápad a projde přes Dominikánskou republiku nebo Portoriko či v jejich blízkosti, a jejich hornatý terén sílu bouře oslabí. Rovněž se očekávalo, že suchý vzduch a střih větru zabrání bouři dosáhnout síly hurikánu - i když jen těsně. Dorian se však vydal mnohem severnější trasou, než se očekávalo, dostal se na východ od Portorika a zasáhl Americké Panenské ostrovy.
28. srpna se Dorian přiblížil ke Svatému Tomáši na Amerických Panenských ostrovech a zesílil na hurikán kategorie 1 na Saffirově–Simpsonově stupnici. V  18:00 UTC tohoto dne vstoupil Dorian nad pevninu na Svatém Tomáši. Malá velikost hurikánu ušetřila od vážnějších dopadů Portoriko, s výjimkou Španělských Panenských ostrovů.
Poté, co Dorian minul Panenské ostrovy, dostal se do příznivého prostředí umožňujícího další zesilování. Suchý vzduch, který v systému zůstával jako následek přechodu přes Karibik a Malé Antily, mu však dodával nepravidelný a nesouměrný vzhled. Cyklóna se však nad oceánem suchého vzduchu postupně zbavovala a následující den, 29. srpna, v ní započal proces rychlé intenzifikace. V ranních hodinách 30. srpna zesílila na hurikán kategorie 2 a jen o několik hodin později na hurikán kategorie 3. Poté se zesilování na zbytek dne zastavilo, ale brzy se obnovilo. 31. srpna dosáhl Dorian kategorie 4, následující den pak nejvyšší kategorie 5.
Ráno 1. září sonda vypuštěná letadlem Národního úřadu pro oceán a atmosféru (NOAA) zaznamenala větrný náraz o síle 176 uzlů (326 km/h). Národní hurikánové centrum (NHC) konstatovalo, že při 1minutovém průměru rychlostí přetrvávajících větrů 290 km/h a minimálním tlaku 913 milibarů bude Dorian nejsilnějším hurikánem v moderních dějinách, který zasáhne severozápadní Bahamy. 1. září v 16:40 UTC vstoupil Dorian nad pevninu ostrova Great Abaco. V této době byl naměřen 1minutový průměr rychlostí přetrvávajících větrů 298 km/h (v nárazech až 358 km/h) a centrální barometrický tlak 911 milibarů. Během několika následujících hodin klak ještě o něco poklesl na 910 milibarů, což byla vůbec nejnižší naměřená hodnota pro tento hurikán. Dorian tak dosáhl své maximální intenzity právě při přechodu nad ostrovem Great Abaco. Rychlost dopředného pohybu cyklóny se v této době velmi snížila, pohybovala se na západ rychlostí jen asi 8 km/h. Ve 2:00 UTC 2. září Dorian vstoupil nad ostrov Grand Bahama, se silou stále blízkou svému maximu. Systém ještě zpomalil, jeho dopředná rychlost klesala až pod 2 km/h. Tento den odpoledne, ještě nad ostrovem Grand Bahama, začal v hurikánu probíhat cyklus obměny stěny oka. To, spolu s upwellingem, způsobilo zeslabení cyklóny na kategorii 4. Při absenci významného řídícího proudění zůstával Dorian téměř nehybný. Systém dále zeslaboval, v 15:00 UTC 3. září měl již pouze sílu hurikánu kategorie 2, ale rozpohyboval se nízkou rychlostí směrem na severozápad k pobřeží amerického státu Florida.

## Dopady
| Oblast           | Oblast                  | Oběti | Škody (2019 USD) | Ref           |
| ---------------- | ----------------------- | ----- | ---------------- | ------------- |
| Návětrné ostrovy | Návětrné ostrovy        | 0     | neznámé          |               |
| Závětrné ostrovy | Závětrné ostrovy        | 0     | neznámé          |               |
| Bahamy           | Bahamy                  | ≥ 43  | ≥ 7 miliard US$  | [ 27 ] [ 28 ] |
| USA              | Portoriko               | 1     | neznámé          | [ 29 ]        |
| USA              | Florida                 | 6     | neznámé          | [ 30 ]        |
| USA              | Georgie                 | 0     | neznámé          |               |
| USA              | Jižní Karolína          | 0     | neznámé          |               |
| USA              | Severní Karolína        | 2     | neznámé          | [ 31 ]        |
| Kanada           | Nové Skotsko            | 0     | neznámé          |               |
| Kanada           | Ostrov Prince Edvarda   | 0     | neznámé          |               |
| Kanada           | Newfoundland a Labrador | 0     | neznámé          |               |
| Celkem:          | Celkem:                 | ≥ 52  | ≥ 7 miliard US$  |               |

## Galerie

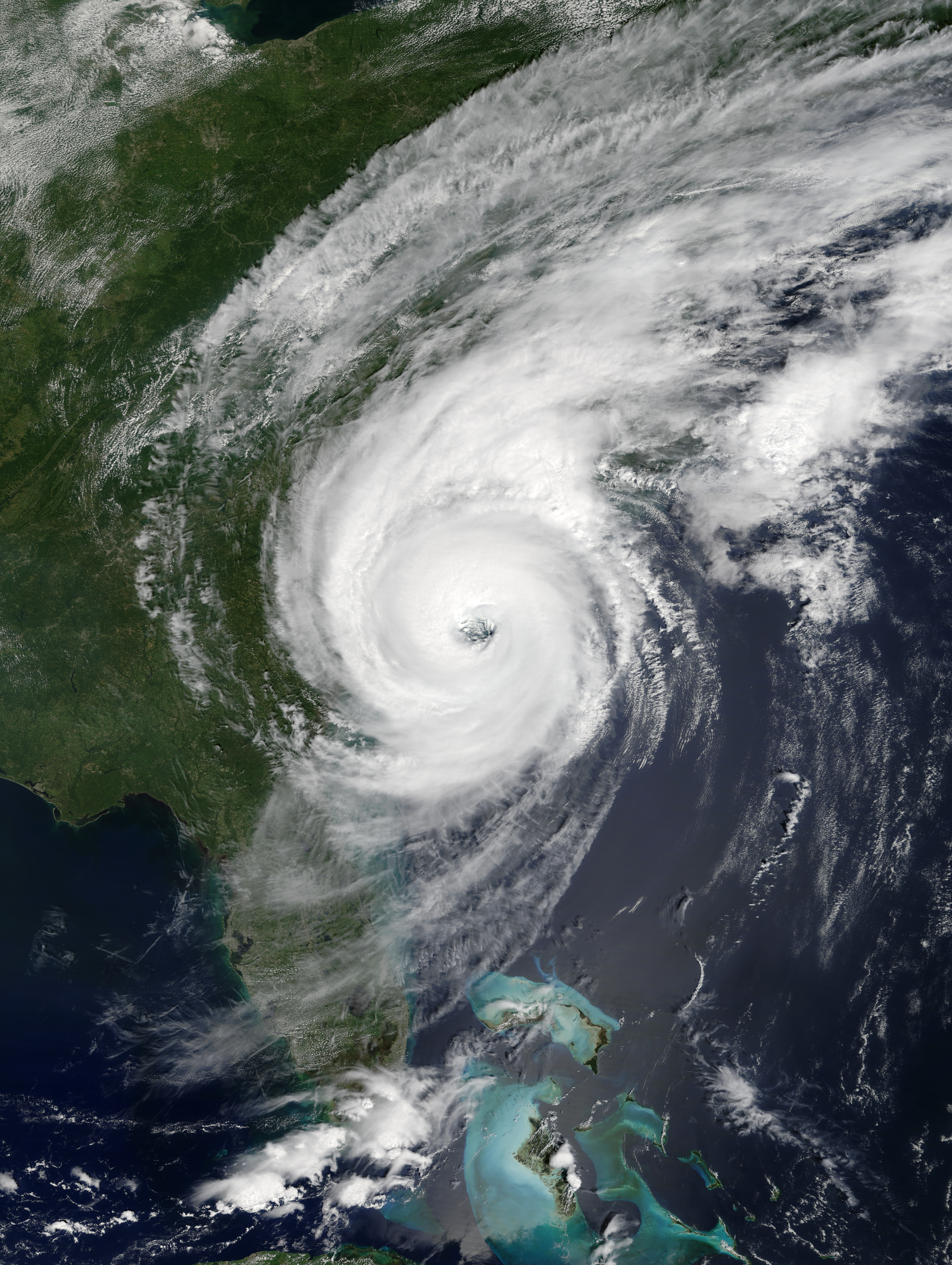
Hurikán Dorian 5. září 2019 u pobřeží Jižní Karolíny
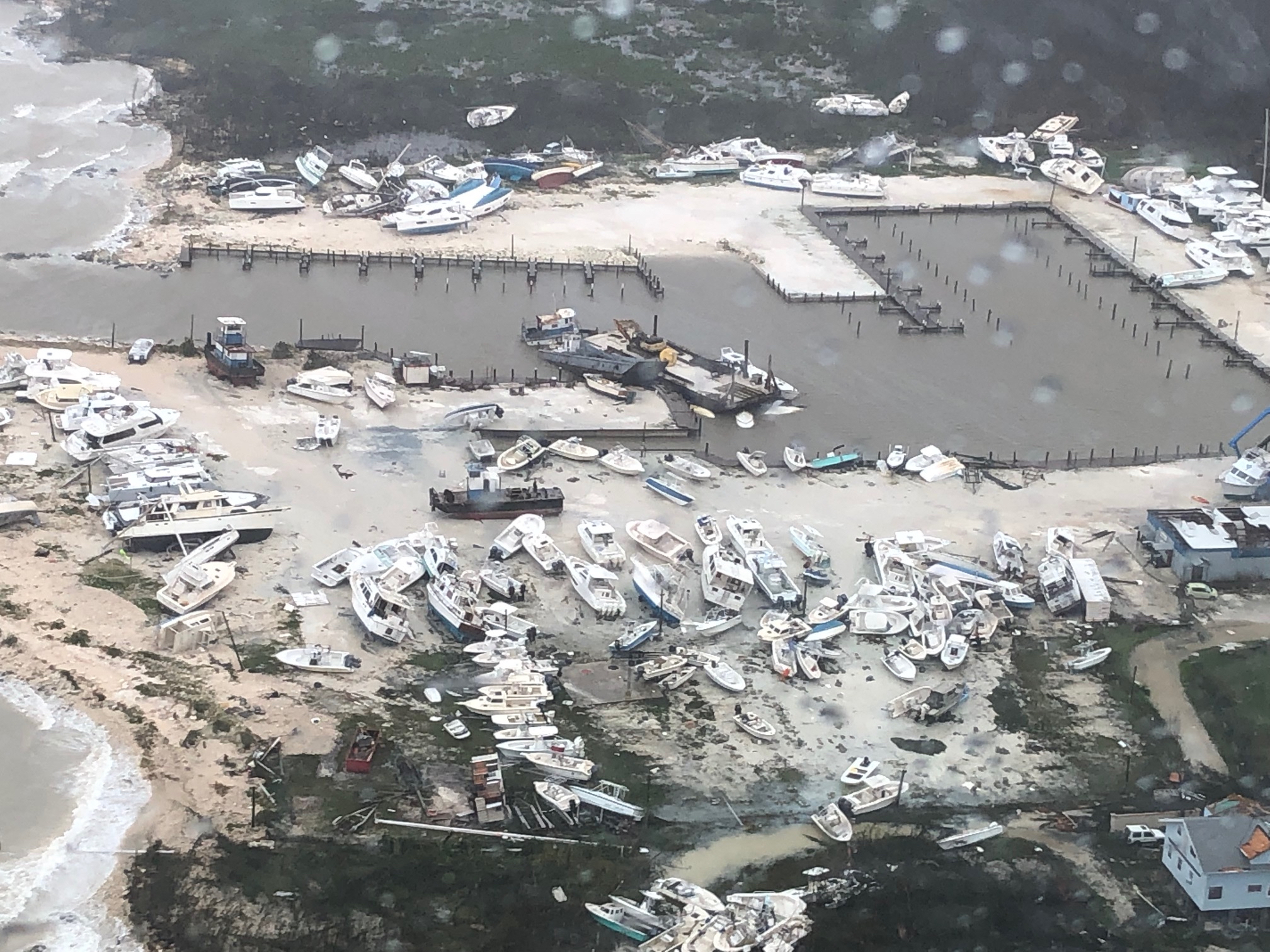
Škody způsobené hurikánem Dorian na Bahamách
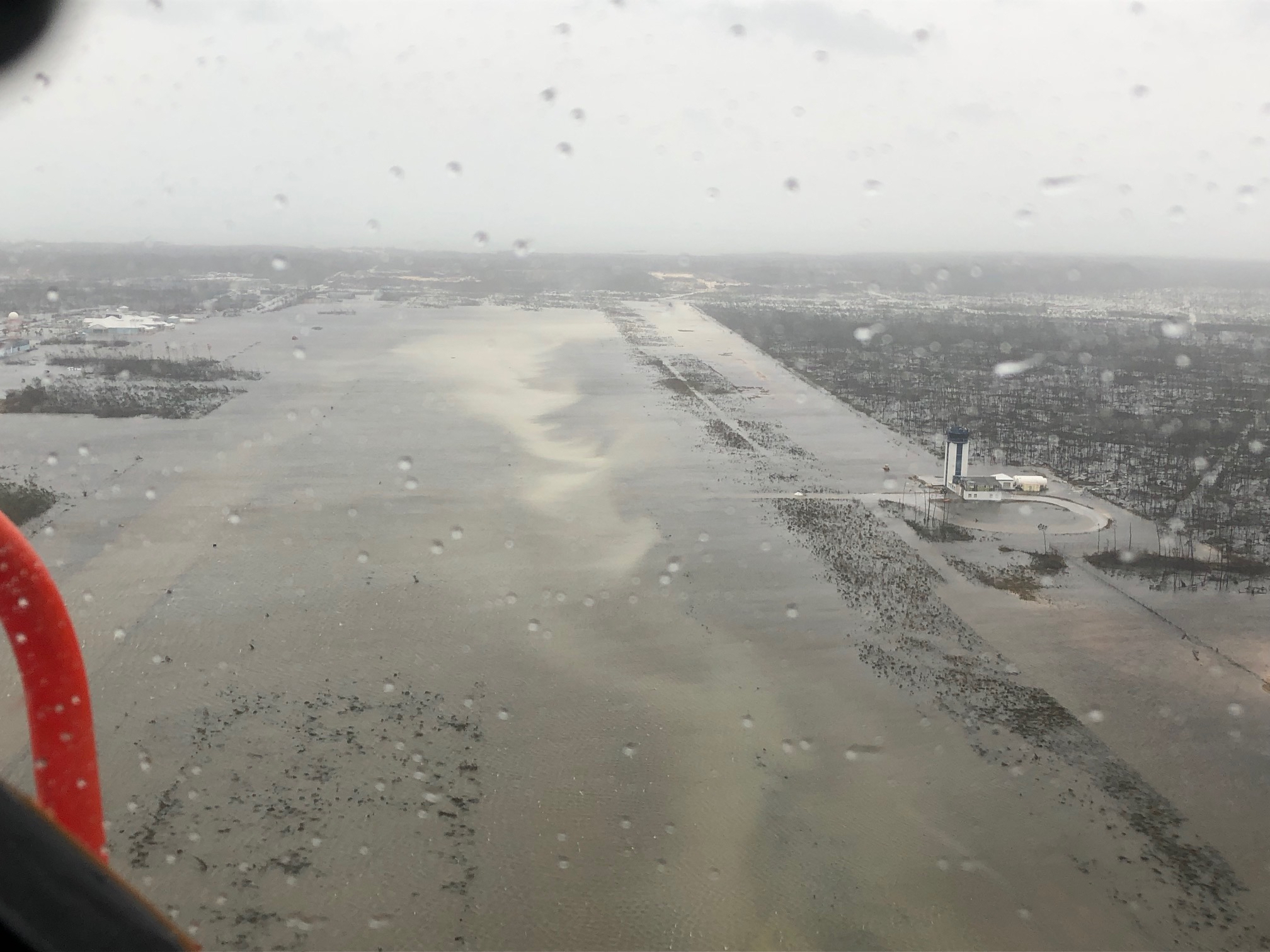
Přístav Marsh Harbour zasažený hurikánem Dorian